# Muxe
Een muxe (uitspr: moesje) is, in de cultuur van de Zapoteken rondom de Mexicaanse stad Juchitán, een persoon die fysiek man is, maar zich als vrouw kleedt en gedraagt. In andere Zapoteekse plaatsen komen varianten van de muxe voor onder andere namen. 
De oorspronkelijke bevolking van het zuiden van Mexico heeft ‘muxes’ al lang erkend als een "derde geslacht" van personen die bij de geboorte als mannelijk zijn aangemerkt, maar tijdens hun ontwikkeling uiteindelijk aangetrokken worden tot traditioneel vrouwelijke rollen. Antropologen vermoeden dat de aanvaarding door de cultuur van gendermenging dateert van vóór het eerste Europees contact en dat deze de strikte genderdichotomie heeft overleefd die is opgelegd door Spaans-katholieke kolonisten.

## Kenmerken
Veel, maar niet alle, muxes zijn homo- of biseksueel, maar er zijn ook muxes die met een vrouw trouwen en kinderen krijgen. Wel is het zo dat muxes in de regel taken doen die traditioneel door vrouwen worden gedaan. Het verschijnsel is waarschijnlijk ontstaan door ouders die alleen zonen hadden en besloten daarom, in verband met het economisch ongunstige effect van het niet hebben van een dochter, een van hen als meisje op te voeden. 
Ook sinds het medisch mogelijk is een geslachtsaanpassende operatie te ondergaan komt dit onder muxes nauwelijks voor. Muxes worden niet gezien als 'vrouw in een mannenlichaam' maar eerder als 'derde geslacht'.

## Ontwikkeling
Muxes werden voor het eerst zo genoemd door de conquistadores; het woord muxe is een verbastering van het Spaanse woord voor vrouw, mujer, maar het verschijnsel bestond naar alle waarschijnlijkheid al lang voor de Spaanse verovering. Wel is het zich kleden in vrouwenkleding door muxes waarschijnlijk een relatief nieuw verschijnsel. 
Tegenwoordig worden pintadas, die zich alleen opmaken als vrouw, onderscheiden van vestidas, die zich ook als vrouwen kleden. In het verleden waren de meeste muxes pintadas, doch tegenwoordig zijn de vestidas ruim in de meerderheid. Volgens een onderzoek uit 1970 identificeerde 6% van de Juchiteekse mannen zich als muxe. Een prominente muxe is Amaranta Gómez, een politicus van het Sociaaldemocratisch Alternatief die in 2003 als eerste transgenderpersoon kandidaat was voor een zetel in de Kamer van Afgevaardigden, die zij overigens niet wist te winnen. 